# رابرت ساوتول

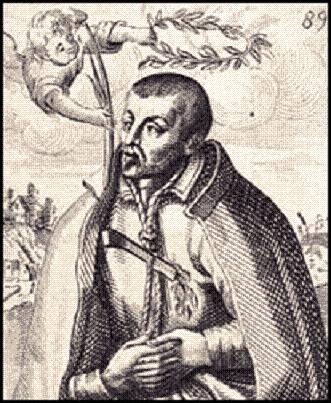
سنت رابرت ساوثول

سنت رابرت سَاوثوِل (به انگلیسی: Saint Robert Southwell) (زاده ۱۵۶۱ - درگذشته ۲۱ فوریه ۱۵۹۵) کشیش فرقه ژزوئیت و شاعر انگلیسی بود.